# Iakușînți, Vinnîțea
Iakușînți (în ucraineană Якушинці) este localitatea de reședință a comunei Iakușînți din raionul Vinnîțea, regiunea Vinnița, Ucraina.

## Demografie
Componența lingvistică a localității Iakușînți
     Ucraineană (96,67%)
     Rusă (2,92%)
     Alte limbi (0,24%)
Conform recensământului din 2001, majoritatea populației localității Iakușînți era vorbitoare de ucraineană (96,67%), existând în minoritate și vorbitori de rusă (2,92%).